# Wahlen 1875
◄◄ | ◄ | 1871 | 1872 | 1873 | 1874 | Wahlen 1875 | 1876 | 1877 | 1878 | 1879 | ► | ►►

Weitere Ereignisse
Die Liste der Wahlen 1875 umfasst Parlamentswahlen, Präsidentschaftswahlen, Referenden und sonstige Abstimmungen auf nationaler und subnationaler Ebene, die im Jahr 1875 weltweit abgehalten wurden.
Das damalige Wahlrecht entsprach typischerweise nicht den Wahlrechtsgrundsätzen der direkten, geheimen und gleichen Wahl. Zeittypisch waren oft nur kleine Teile der Bevölkerung wahlberechtigt, ein Frauenwahlrecht gab es nur eingeschränkt.

## Termine
| Land              | Datum              | Link zur Wahl 1875              | Link zur letzten Wahl | Bemerkung |
| ----------------- | ------------------ | ------------------------------- | --------------------- | --------- |
| Liechtenstein     | 26. Apr.–30. Apr.  | Landtagswahl in Liechtenstein   | 1872                  |           |
| Österreich-Ungarn | 1. Juli – 18. Aug. | Parlamentswahl in Ungarn 1875   | 1872                  |           |
| Schweiz           | 31. Oktober        | Schweizer Parlamentswahlen 1875 | 1872                  |           |